# Étude op. 25, no 5 de Chopin
Pour un article plus général, voir Études de Chopin.

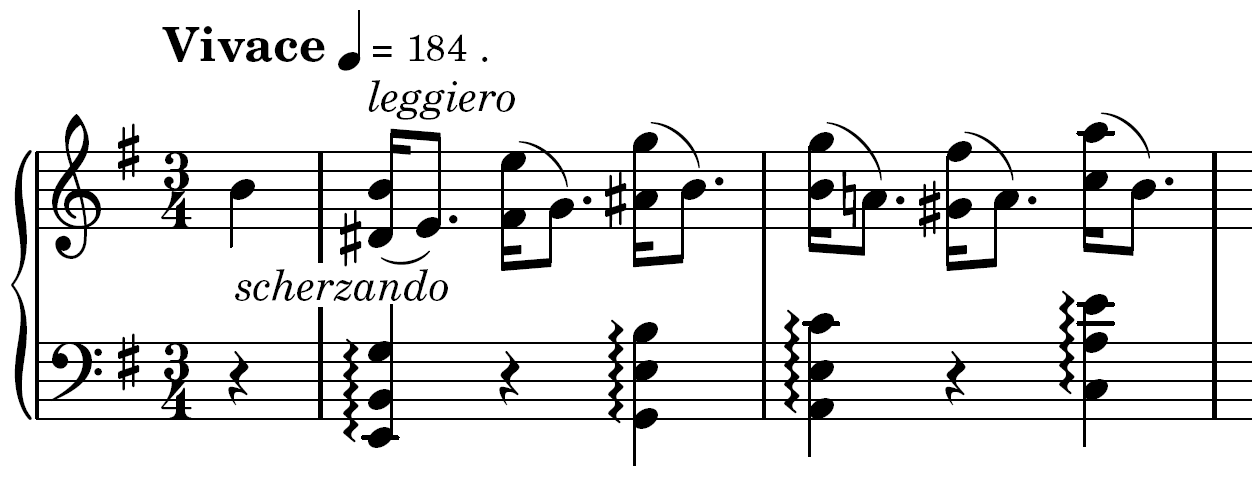
Incipit de lÉtude op. 25, no 5.

L'Étude op. 25, no 5 en mi mineur, est une étude technique composée par Frédéric Chopin en 1837. Marquant un sérieux écart par rapport à la technique attendue développée précédemment, Chopin a écrit cette étude avec une série de secondes mineures rapides et dissonantes. Cet effet a valu à l'étude le surnom de « Wrong Note » (fausse note).

## Structure
Après la fin du premier thème de « secondes mineures », Chopin introduit une section Più Lento dans laquelle une nouvelle mélodie (sans secondes mineures dissonantes) est jouée dans la tonalité parallèle, mi majeur. La dernière section de la pièce commence par une récapitulation du premier thème, avec un point culminant dans une coda jouée en mi majeur.
La deuxième section est marquée Più Lento (It. Plus Lent) malgré la marque de métronome de Chopin de ♩=168, un tempo très rapide.
L'Étude Op. 25, No. 5 présente une structure générale inhabituelle, entourant un second thème majeur, avec le thème principal mineur. Cette idée n'apparaît qu'une seule autre fois dans l'ensemble des études de Chopin, dans l'Étude op. 25, no 10. Cette façon de structurer les études souligne l'écart de Chopin par rapport à la norme établie avant lui par des compositeurs tels que Carl Czerny.